# 子中乡
子中乡，是中華人民共和國四川省鄰水縣曾经下辖的一个乡。

## 沿革[2]
- 1953年4月24日，子中鄉人民政府成立，隸屬第四區(罈同區)公所領導。1956年1月16日，子中鄉人民政府改稱子中鄉人民委員會。1958年9月22日，子中鄉人委改稱子中人民公社。1966年5月「文革」開始後，子中人民公社工作受到干擾。1967年3月，由公社武裝幹部和群眾代表主持成立了子中人民公社生產辦公室，負責公社日常工作。
- 2019年12月，撤销子中乡，将所属行政区域划归高滩镇管辖。[3]

## 行政区划
子中乡撤销前下辖以下地区：
鹿子坝村、桂花村、茶园村、西乐村、沙坝村、石牛河村、长渠村和八家山村。